# Grammatotria lemairii
Grammatotria lemairii es una especie de peces de la familia Cichlidae en el orden Perciformes.

## Morfología
Los machos pueden llegar alcanzar los 26 cm de longitud total.

## Alimentación
Come moluscos y  diatomeas.

## Hábitat
Vive en zonas de clima tropical entre 23 °C-27 °C de temperatura.

## Distribución geográfica
Se encuentran en África: es una especie endémica del lago Tanganika.